# Centre pénitentiaire de Moulins-Yzeure
Le centre pénitentiaire de Moulins-Yzeure est un centre pénitentiaire français situé dans la commune d'Yzeure, dans le département de l'Allier et dans la région Auvergne-Rhône-Alpes.
L'établissement dépend du ressort de la direction interrégionale des services pénitentiaires de Lyon. Au niveau judiciaire, l'établissement relève du tribunal judiciaire de Moulins et de la cour d'appel de Riom.

## Histoire
L'établissement est construit entre 1980 et 1983 et ouvre en 1983.  Il fait partie d'un ensemble de trois établissements pénitentiaires construit sous le même plan, les deux autres étant le centre pénitentiaire de Lorient-Ploemeur et le centre pénitentiaire de Draguignan[réf. nécessaire].
Il a bénéficié de plusieurs aménagements destinés à améliorer sa sécurité, notamment à la suite de certains incidents survenus dans son histoire.
D'importants travaux de désamiantage et de réaménagement des locaux ont lieu en 2012, entrainant la fermeture temporaire de l'établissement durant les travaux et aboutissant notamment à la transformation de l'ancien quartier « Maison d'arrêt femmes » en quartier « Maison d'arrêt mineurs hommes » autonome et constitué de 10 places mais qui n'a cependant pas été utilisé par manque de personnel,,.
L'établissement a longtemps été considéré comme l'établissement le plus sécuritaire de France, voire d'Europe, accueillant les détenus considérés comme les plus dangereux, tels que des figures du grand banditisme ou du terrorisme. L'établissement a été supplanté sur ce point à partir de 2013 à la suite de l'ouverture des centres pénitentiaires d'Alençon-Condé-sur-Sarthepuis de Vendin-le-Vieil.
L'établissement intègre le Programme « Respecto » par la mise en service d'un quartier dédié le 6 juin 2017.

## Description
Situé dans le lieu-dit Les Godets, rue Millepertuis à Yzeure, le centre pénitentiaire de Moulins-Yzeure est l'un des deux établissements pénitentiaires du département de l'Allier. L'établissement a été construit sur un terrain de 17 ha situé à l'extrémité de la zone industrielle d'Yzeure.
L'établissement a une capacité d'accueil de 270 places, pour détenus hommes majeurs et mineurs, réparties entre un quartier « Maison d'arrêt » de 147 places, dont un quartier autonome de 10 places destinés à accueillir des détenus mineurs, et un quartier « Maison centrale » de 123 places. Les deux quartiers sont physiquement et géographiquement séparés par les parkings de l'établissement,.
Au 1er février 2022, l'établissement accueillait 223 détenus dans le quartier « Maison d'arrêt », soit un taux d'occupation de 151.7%, tandis que le quartier « Maison centrale » accueillait 97 détenus, soit un taux d'occupation de 78.9%.
Le quartier « Maison d'arrêt » et le quartier « Maison centrale » sont constitués chacun d'un bâtiment de trois niveaux en forme de « Y ». La maison centrale est en outre protégée par un double mur d'enceinte et quatre miradors tandis que la maison d'arrêt n'est protégée que par un simple mur d'enceinte et deux miradors.
L'établissement dispose également d'un atelier de confection géré par l'ATIGIP.

## Actions de réinsertion par le travail et la formation des détenus
Le Festival Jean-Carmet, qui a lieu chaque année depuis 2012 dans l'Allier, décerne depuis 2013 le « prix des détenus » à l’un des huit courts métrages francophones en sélection. Ce prix est remis par les détenu de l'établissement. Ce projet est réalisé dans le cadre d'un partenariat entre l'association organisant le festival et le SPIP de l'Allier.
En 2019, la direction interrégionale des services pénitentiaires de Lyon organise un concours de cuisine entre les détenus des établissements pénitentiaires du Puy-en-Velay, de Bonneville et du Puy-en-Velay dans le cadre d'un projet de réinsertion. Le projet bénéficie du coaching du chef Michel Portos,, les plats présentés par les détenus étant jugés par des professionnels sous la forme d'un concours culinaire. L'expérience est notamment reconduite en 2020, avec la participation supplémentaire de détenus du centre pénitentiaire de Riom, et en 2021, les finales de ces éditions ayant lieu à l'Institut Paul-Bocuse de Lyon. Cependant, à l'issue de la finale de cette édition, deux détenus participant au concours s'évadent lors de leur retour dans l'établissement,  les détenus ayant cependant été repris le lendemain,.
L'établissement organise également régulièrement des activités et événements liés à la boxe en partenariat avec la fédération française de boxe, tels que des galas ou des ateliers avec des entraineurs et boxeurs de niveau national,,.

## Détenus notables
- Patrice Alègre[21]
- François Girard, commanditaire de l'assassinat du juge Pierre Michel[22]

- Christophe Khider, qui réussit à s'évader de l'établissement en février 2009 avec son codétenu Omar Top El Hadj[23]
- Jean-Marc Rouillan, membre du groupe armé Action Directe, qui porte plainte contre les ERIS pour des violences dont il aurait été victime à l'occasion de son transfert vers un autre établissement[24]
- Régis Schleicher, membre du groupe armé Action Directe, qui tente de s'évader de l'établissement le 12 février 2003 avec deux codétenus[5]
- Stan Maillaud[25].
- Pierre Bodein, Tueur en série et criminel sexuel
- Guy Georges, tueur en série français

## Événements notables
Le 9 juin 2000, Christian Pyotte, Jean-Charles Mendès da Silva et Rachid Ben Chetouia réussissent à s'évader de l'établissement par hélicoptère. Christian Pyotte est repris au mois d'août de la même année,.
Le 12 février 2003, Régis Schleicher et deux complices, Michel Ghellam et Jean-Christophe Pedron, tentent de s'évader de l'établissement. Après avoir braqué et ligoté un surveillant, les trois hommes, qui ont réussi à se procurer des explosifs et une arme à feu grâce à des complicités externes (qui ont été identifiées) voir internes à l'établissement (mais qui n'ont pas été explorées), font exploser deux portes blindées pour gagner un toit. Leur tentative prend fin après une fusillade avec les surveillants.
En février 2009, Christophe Khider parvient à s'évader, en compagnie de son codétenu Omar Top El Hadj, du quartier « Maison centrale » de l'établissement. Il bénéficie de la complicité de sa compagne et d'un couple d'amis, qui lui ont notamment fourni des explosifs ayant servi lors de l'évasion, et prend en otage deux surveillants de l'établissement, qu'il relâche rapidement après son évasion. Les deux évadés sont repris 38 heures plus tard à Créteil (Val-de-Marne) après une fusillade avec la police durant laquelle Christophe Khider est blessé,. Les deux évadés sont condamnés une nouvelle fois à 15 ans de prison à la suite de cette évasion. Cet événement donne lieu à de nouveaux aménagements destinés à augmenter la sécurité de l'établissement.
En 2013, un détenu prend un surveillant en otage avant de le libérer peu de temps après. L'événement a néanmoins nécessité l'intervention des ERIS.
En janvier 2018, un mouvement social est déclenché par le personnel de l'établissement qui réclame de meilleures conditions de travail et dénonce le climat général de violence et d'insécurité. Ce mouvement entraîne le blocage de l'établissement, nécessitant l'intervention des CRS,. À la suite de ce mouvement, des plaintes ont été déposées contre l'établissement par quelques détenus qui considéraient que certains de leurs droits n'avaient pas été respectés,. Une courte mutinerie a en outre lieu à la suite de ce mouvement social impliquant une soixantaine de détenus ayant refusé de regagner leur cellule pour protester contre les conditions de détentions dégradées. Cette mutinerie nécessite également l'intervention des CRS.